# Arizona Diamondbacks
Arizona Diamondbacks je poklicna bejzbolska ekipa iz Phoenixa v Arizoni. Trenutno igra v Zahodni diviziji Narodne lige v Glavni bejzbolski ligi (MLB). Od leta 1998 naprej je domači stadion ekipe Chase Field. Moštvo, znano tudi kot D-Backs, je svoj prvi naslov prvaka MLB osvojilo že v svoji četrti sezoni po pridružitvi leta 1998, leta 2001, s čimer je postavilo rekord za najhitrejše osvojen prvi naslov razširitvene ekipe. 

## Nižje podružnice
| Stopnja        | Ekipa                       | Liga                    | Nahajališče                        |
| -------------- | --------------------------- | ----------------------- | ---------------------------------- |
| AAA            | Reno Aces                   | Pacific Coast League    | Reno, Nevada                       |
| AA             | Mobile BayBears             | Southern League         | Mobile, Alabama                    |
| Advanced A     | Visalia Rawhide             | California League       | Visalia, Kalifornija               |
| A              | South Bend Silver Hawks     | Midwest League          | South Bend, Indiana                |
| Short Season A | Yakima Bears                | Northwest League        | Yakima, Washington                 |
| Rookie         | Missoula Osprey             | Pioneer League          | Missoula, Montana                  |
| Rookie         | DSL Diamondbacks            | Dominican Summer League | Boca Chica, Dominikanska republika |
| Rookie         | Arizona League Diamondbacks | Arizona League          | Scottsdale, Arizona                |